# Mälaren

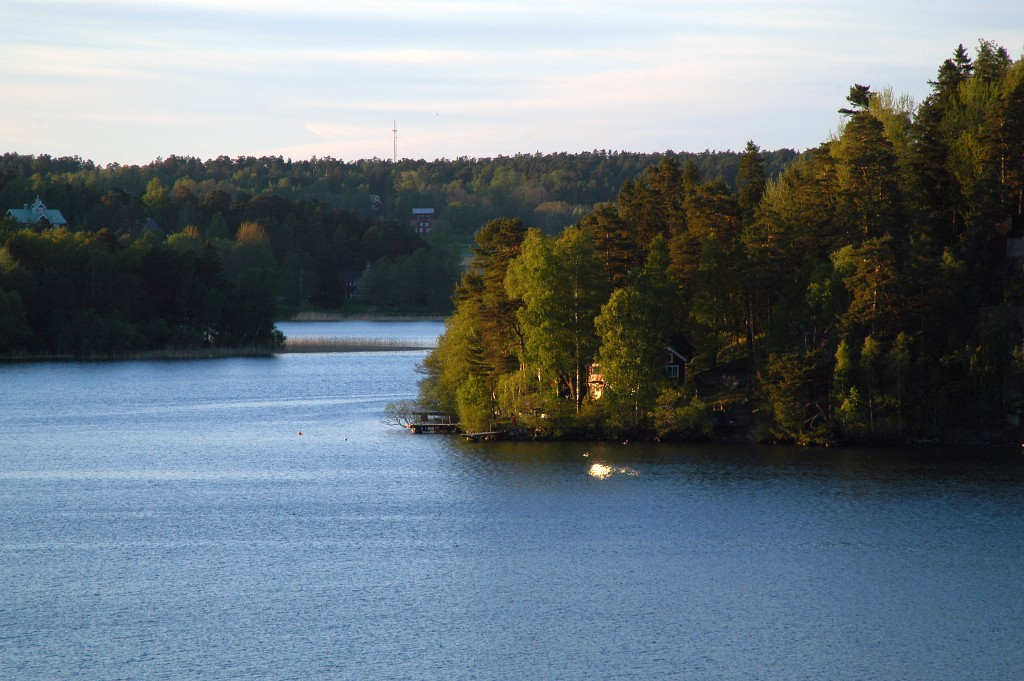
Mälaren v Dämmerungu

Mälaren je po Vänern a Vättern třetí největší jezero ve Švédsku. Leží ve střední části země západně od hlavního města Stockholmu a zasahuje do 4 krajů (Stockholm, Uppsala, Västmanland a Södermanland). Nachází se v kotlině ledovcovo-tektonického původu. Má rozlohu 1140 km² (podle jiných zdrojů 1 163 km²). Je přibližně 120 km dlouhé. Průměrně je hluboké 10 m a dosahuje maximální hloubky 66 m (západně od Adelsö). Objem vody je 14,4 km³. Velikost povodí je 21 460 km². Hladina jezera je v současnosti pouhých 70 cm nad hladinou moře.

## Dno
Jezero je možné rozdělit na čtyři části.
- Galten je široká a mělká část na západním okraji jezera. Dosahuje hloubky do 10 m.
- Mělký Blaken je střední část jezera s maximální hloubkou do 35 m.
- Odtoková část je v blízkosti Stockholmu a nachází se zde nejhlubší místo 66 m.
- Severní část je dlouhá a úzká a zasahuje k Uppsale. Dosahuje hloubky do 20 m.

## Pobřeží
Pobřeží je velmi členité s velkým množstvím zálivů, zátok a mysů.

## Ostrovy
Na jezeře se nachází přibližně 1200 ostrovů. Největší jsou Selaön (94,72 km²), Svartsjölandet (82,02 km²), Ekerö-Munsö (67,65 km²), Tosterön-Aspön (66,34 km²), Adelsö (26,08 km²) a Ängsö (21,01 km²). Mezi menší patří např. Björkö, Helgö, Kurön, Lilla Essingen, Lovö, Stora Essingen.

## Vodní režim
S Baltským mořem je spojeno na několika místech. Jsou to kanál Södertälje, průtoky Norrström, Söderström a propust Hammarby. Největší přítoky jsou na východě Arbogaån, na severu Hedströmmen, Kolbacksån a Sagån a na jihu Eskilstunaå přitékající z jezera Hjälmaren.

## Fauna a flóra
Žije zde 31 druh ryb. Hlavní zástupci jsou siven obrovský, losos obecný, pstruh obecný, štika obecná, plotice obecná, karas obecný, candát obecný, okoun říční, koruška evropská, bolen dravý, ouklej obecná, lín obecný. mník jednovousý, cejn velký, cejn siný, cejnek malý, jelec tloušť, jelec jesen, síh malý, síh severní, vranka obecná, sekavec písečný, úhoř říční, mihule říční a mihule potoční.
Velký ekologický problém způsobuje mlž slávička mnohotvárná, který byl do jezera zavlečen okolo r. 1920.

## Lodní doprava
Na jezeře je rozvinutá místní lodní doprava a vodní turistika.

## Historie
Do 12. století bylo jezero zátokou Baltského moře, od něhož se oddělilo až díky zvednutí zemského povrchu po roztopení ledovce na konci poslední doby ledové (tzv. proces postglaciálního vzestupu). Na dvou z jeho ostrovů se nacházejí pozůstatky vikingských osad Birka a Hovgården, kterou jsou součástí světového kulturního dědictví UNESCO.

## Osídlení pobřeží
U východního břehu leží hlavní město Stockholm. Další významná města na břehu jsou Köping a Västerås. Na břehu jezera se nacházejí nespočetné víkendové domky. Na jižním břehu v zátoce ve městě Mariefred se nachází zámek Gripsholm.